# Mamestra immiscens
Mamestra immiscens là một loài bướm đêm trong họ Noctuidae.